# Gustavia petiolata
Espèce
Statut de conservation UICN

 EN (needs updating) B1+2c : En danger
Gustavia petiolata est une espèce de plantes à fleurs du genre Gustavia de la famille des Lecythidaceae endémique de Colombie.